# Medaura austeni
Medaura austeni är en insektsart som först beskrevs av James Wood-Mason 1875.  Medaura austeni ingår i släktet Medaura och familjen Phasmatidae. Inga underarter finns listade i Catalogue of Life.